# بخش دکس
بخش دکس (به فرانسوی: Arrondissement de Dax) یک بخش در فرانسه است که در لاند واقع شده‌است.